# 耐力跑假说
耐力跑步假说，或称耐力跑假说是一种人类学理论。该假说认为人类某些特征的进化过程可认为是一种对长跑（耐力跑）的适应。这一假说认为，长跑对早期人类获取食物起着重要作用。最初，长跑对早期人类觅食有益处。后来，人类也会通过耐力狩猎策略狩猎，捕捉力尽的猎物。更强的长跑能力有助于提升耐力狩猎的成功率。